# Stephen Gallagher (Komponist)
Stephen Gallagher (* 7. März 1974 in Auckland, Neuseeland) ist ein neuseeländischer Komponist von Filmmusik, Musikeditor und Sounddesigner.

## Leben
Stephen Gallagher hat Musik für Produktionen verschiedener Größenordnung komponiert und arbeitet derzeit bei Park Road Post Production in Wellington, Neuseeland. Er hat unter anderem an Projekten mit Peter Jackson, Brian Eno, Ed Sheeran und Nick Cave gearbeitet.
Er besitzt einen Honours-Abschluss in Komposition von der Victoria University of Wellington, wo er bei John Psathas, Jack Body und Ross Harris studiert hat.
Zu seinen Filmcredits gehört die Rolle des Supervising Music Editors für Amy Bergs Dokumentarfilm West of Memphis, der Musikeditor für Neill Blomkamps District 9, der Sounddesigner für Manuel Huergas Dokumentarfilm Son & Moon und der Supervising Music Editor für Peter Jacksons In meinem Himmel, wo er zusätzliche Musik komponierte, um Brian Enos Originalscore zu ergänzen. Er arbeitete auch an Jacksons Der-Hobbit-Reihe und komponierte die Lieder „Blunt The Knives“ und „The Torture Song“ für Der Hobbit: Eine unerwartete Reise.
Er war 2013 Finalist für den Golden Reel Award der Motion Picture Sound Editors in der Kategorie Best Sound Editing in a Feature Film für Der Hobbit: Eine unerwartete Reise.
Er wurde 2018 für den APRA Silver Scroll Award für seine Filmmusik zu dem Spielfilm Human Traces nominiert.
Stephen Gallagher komponierte die Musik für den Animationsfilm Der Herr der Ringe: Die Schlacht der Rohirrim (2024).

## Filmografie (Auswahl)
- 2017: Human Traces
- 2020: Mystic
- 2023: Masters of the Muralverse
- 2024: Der Herr der Ringe: Die Schlacht der Rohirrim (The Lord of the Rings: The War of the Rohirrim)